# 活性化部分トロンボプラスチン時間
活性化部分トロンボプラスチン時間(かっせいか・ぶぶん・トロンボプラスチン・じかん)とは、血液凝固能検査のひとつ。APTT(activated partial thromboplastin time)とも略される。内因系及び共通系の凝固異常を判定する検査として用いられる。

## 検査法
まず、被検者の静脈血を採取する。このうち血漿に部分トロンボプラスチン、カルシウムの他、カオリン、セライトまたはエラジン酸などの接触因子活性化物質を添加し、凝固時間を測定する。PTT(部分トロンボプラスチン時間)に比べ、より安定した結果を得られる。
PTTは部分トロンボプラスチン(脳抽出粗製セファリン=血小板第３因子作用物質)と適量のカルシウムを添加し、凝固時間を測定するもの。
正常ではAPTT (試薬がリン脂質＋カルシウム＋エラジン酸)  30-45秒。
一般に正常対照（ネガティブ・コントロール）と共に測定する。

## 活性化部分トロンボプラスチン時間の意義
APTTに関与する因子は、プレカリクレイン・HMW-キニノゲン・第XII因子・第XI因子・第IX因子・第VIII因子・第V因子・第II因子およびフィブリノーゲンである。

## その他
| 状態                          | プロトロンビン時間 | 活性化部分トロンボプラスチン時間 | 出血時間 | 血小板数             |
| ----------------------------- | ------------------ | -------------------------------- | -------- | -------------------- |
| ビタミンK欠乏 or ワルファリン | 延長               | 変化なし または やや延長         | 変化なし | 変化なし             |
| 播種性血管内凝固症候群        | 延長               | 延長                             | 延長     | 減少                 |
| ヴォン・ヴィレブランド病      | 変化なし           | 延長 or 変化なし                 | 延長     | 変化なし             |
| 血友病                        | 変化なし           | 延長                             | 変化なし | 変化なし             |
| アスピリン                    | 変化なし           | 変化なし                         | 延長     | 変化なし             |
| 血小板減少症                  | 変化なし           | 変化なし                         | 延長     | 減少                 |
| 急性肝不全                    | 延長               | 変化なし                         | 変化なし | 変化なし             |
| 末期肝不全                    | 延長               | 延長                             | 延長     | 減少                 |
| 尿毒症                        | 変化なし           | 変化なし                         | 延長     | 変化なし             |
| 無フィブリノーゲン血症        | 延長               | 延長                             | 延長     | 変化なし             |
| 第V因子欠乏                   | 延長               | 延長                             | 変化なし | 変化なし             |
| 第X因子欠乏                   | 延長               | 延長                             | 変化なし | 変化なし             |
| 血小板無力症                  | 変化なし           | 変化なし                         | 延長     | 変化なし             |
| ベルナール・スリエ症候群      | 変化なし           | 変化なし                         | 延長     | 減少 または 変化なし |
| 第XII因子欠乏                 | 変化なし           | 延長                             | 変化なし | 変化なし             |
| 遺伝性血管浮腫                | 変化なし           | 短縮                             | 変化なし | 変化なし             |

血友病は内因系の第VIII因子や第IX因子に異常がある。そのためAPTTは延長するものの、プロトロンビン時間(PT)は延長しない。
同様に第Ⅷ因子に異常があるヴォン・ヴィレブランド病もAPTT延長・PT正常を示す。